# Ntaoú Pentéli
Ntaoú Pentéli (Ntaou Penteli, Ntaou Pentelis) är en ort i Grekland.   Den ligger i prefekturen Nomarchía Athínas och regionen Attika, i den sydöstra delen av landet, 21 km öster om huvudstaden Aten. Ntaoú Pentéli ligger 256 meter över havet och antalet invånare är 144.
Terrängen runt Ntaoú Pentéli är kuperad åt nordväst, men åt sydost är den platt. Runt Ntaoú Pentéli är det ganska tätbefolkat, med 222 invånare per kvadratkilometer. Närmaste större samhälle är Acharnes, 19,1 km väster om Ntaoú Pentéli. Trakten runt Ntaoú Pentéli består till största delen av jordbruksmark.